# Bătălia de la Mărăști
Bătălia de la Mărăști a fost una din principalele bătălii desfășurate pe teritoriul României în timpul Primului Război Mondial. S-a desfășurat între 11/24 iulie 1917 și 19 iulie/1 august 1917 și a fost o operațiune ofensivă a armatei române și armatei ruse cu scopul de a încercui și distruge Armata a 9-a Germană. Operațiunea a fost planificată a se desfășura în paralel cu operațiunea ofensivă de la Nămoloasa la care s-a renunțat între timp.

## Forțele oponente

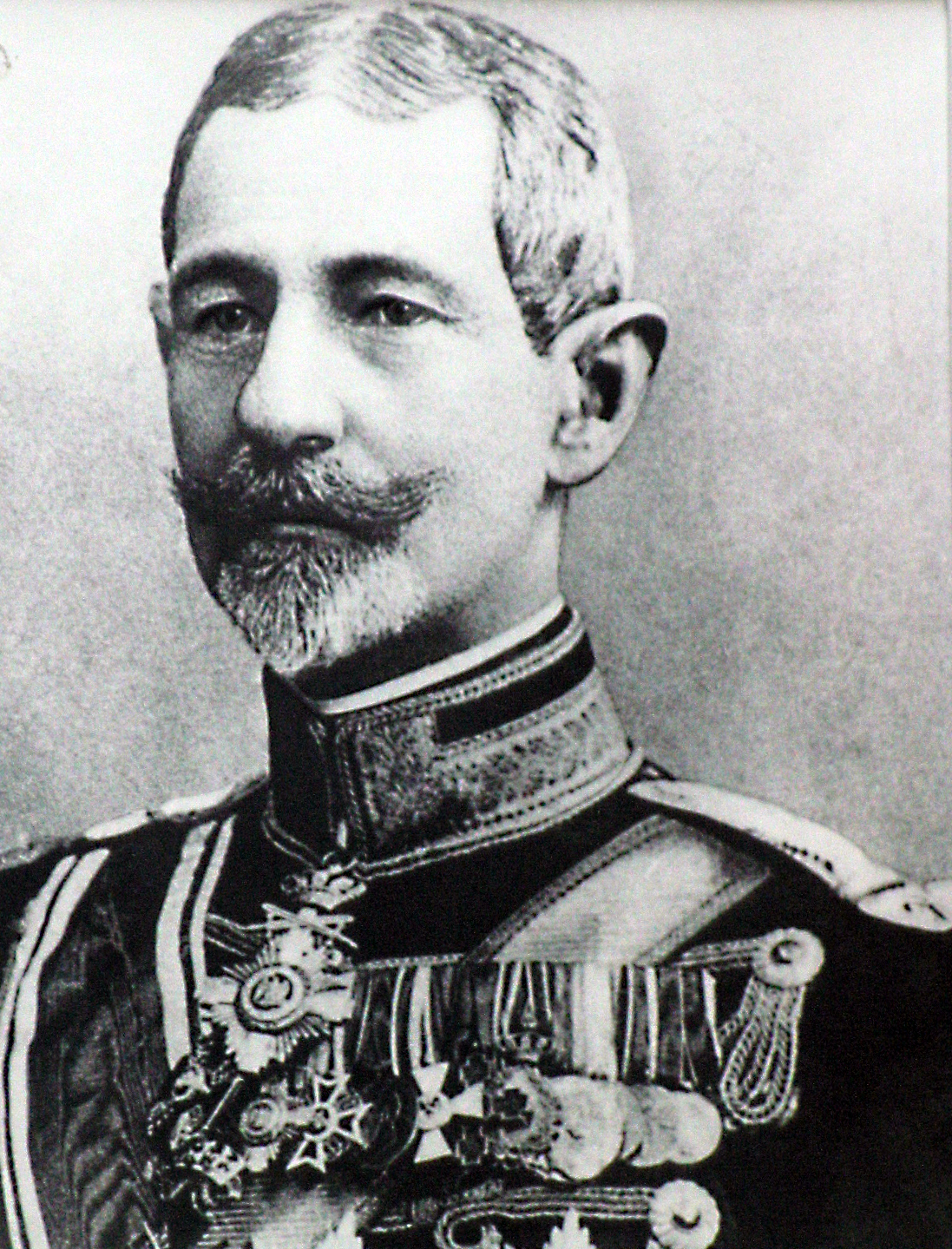
Mareșalul Alexandru Averescu

La începutul lunii iulie, pe baza planului de campanie elaborat în luna mai 1917 de către Înaltul Comandament s-au definitivat instrucțiunile pentru Armatele 1 și 2 române. Astfel, armata 1 trebuia să execute lovitura principală în zona Nămoloasa, apoi, pe terenul pregătit de aceasta, armata a 2-a, condusă de generalul Alexandru Averescu trebuia sa execute o lovitură secundară pe direcția Mărăști. Obiectivul operațiunii era luarea sub control a pozițiilor inamice din sectorul Poiana Încărcătoarea – Răcoasa. Pe ansamblu raportul de forțe era destul de echilibrat, însă pe direcția loviturilor preconizate de Armata a 2-a, Înaltul comandament român a masat forțe suplimentare generând astfel un raport de forțe mai avantajos.
Unitățile combatante erau următoarele:
Armata a 2-a română  avea următoarea grupare a forțelor:
- Eșalonul 1
  - Corpul 4 armată - comandat de gen. Gh. Văleanu
    - Divizia 8 infanterie
    - Brigada 11 din divizia 6 infanterie

  - În rezervă:
    - Divizia 6 infanterie mai puțin Brigada 11
    - Regimentul 10 vânători
    - Batalionul 3 din Regimentul 24 infanterie

  - Corpul 2 armată – comandat de gen. Arthur Văitoianu
    - Divizia 6 infanterie mai puțin Brigada 11 din rezerva corpului 4
    - Divizia 3 infanterie
- Eșalonul 2
  - Divizia 1 infanterie mai puțin Regimentul 18
  - 2 divizioane de artilerie de munte
  - 1 divizion artilerie grea (152 mm)
  - 7 baterii tunuri lungi si obuziere

Grupul Gerok avea in componență:
- Grupul Ruiz
  - 1 divizie cavalerie
  - 1 divizie infanterie
- Grupul 8 Armată
  - 1 brigadă de munte – brigada 8 austro-ungară întărită cu 2 batalioane din divizia 71 infanterie austro-ungară
  - 1 brigada de cavalerie
  - 2 divizii infanterie
- În rezervă:
  - Divizia 7 cavalerie austro-ungară.

Raportul de forțe era următorul:
| Categorii de forțe       | Armata a 2-a română | Grupul Gerok | Raport de forțe |
| ------------------------ | ------------------- | ------------ | --------------- |
| Batalioane de Infanterie | 56                  | 28           | 2/1             |
| Escadroane de cavalerie  | 14                  | 36           | 1/2,6           |
| Guri de foc de artilerie | 228                 | 142          | 1,6/1           |

Interesant de știut este faptul că în vara anului 1917, în România se afla una din cele mai mari concentrări de forțe din Primul Război Mondial: 9 armate, 80 de divizii de infanterie și 19 de cavalerie totalizând 974 de batalioane, 550 de escadroane, 923 de baterii de artilerie. Efectivele umane cifrau 800.000 de combatanți și 1.000.000 rezerve.

## Situația frontului
În momentul declanșării operațiunii situația frontului în zona Mărăști-Nămoloasa era următoarea: Armata a 2-a română era poziționata între dealul Arșița Mocanului și satul Răcoasa având în flancul drept Armata a 9-a rusă și pe flancul drept Armata a 7-a rusă. Fiecărei din cele 3 divizii din eșalonul frontal al Armatei a 2-a îi reveneau circa 12 km de linie de front. În fața românilor se sprijinea flancul drept al armatei 1-a austro-ungare, mai precis elemente ale grupului Gerok cu forțele principale dispuse între dealul (vârful) Momâia și dealul Arșița Mocanului. Distribuția liniei de front era tot 12 km/divizie.

## Pregătirea de luptă
Ordinul de luptă dispunea că ofensiva principală se va desfășura în trei faze:
- Străpungerea apărării inamice între Poiana Încărcătoarea și localitatea Mărăști cu scopul de a cuceri dealul Teiuș. Lovitura trebuia executată de Divizia 3 infanterie și forțele din dreapta Diviziei 6 infanterie și trebuia să fixeze aliniamentul Poiana Încărcătoarea – Câmpurile – Vizantea Mănăstirească – Găurile, iar în caz de necesitate să se introducă și forțe din eșalonul doi.

- Intrarea în luptă a Corpului 4 armată care să declanșeze ofensiva pe flancul stâng pe direcția poiana Coada Văii Babei. La sud înaintarea trebuia să se desfășoare în cooperare cu flancul drept al Armatei a 4-a ruse și cu sprijinul Armatei a 2-a române cu scopul de a ajunge pe aliniamentul poiana Coada Văii Babei – Rotilești – dealul Teiușului – Valea Teiușului.

- Atingerea aliniamentului vf. Sboina Neagră – dealurile de la nord de Lepsa – nord de râul Putna – Valea Sării.

Comandamentul inamic fusese informat despre operațiunea armatelor aliate, însă considera că avea capacitatea să respingă ofensiva acestora și chiar să lanseze un contraatac.  
Lucrările defensive ale unităților germane și austro-ungare erau structurate pe 2 poziții: 
- centre de rezistență conectate printr-o rețea de șanțuri și tranșee protejate de diverse obstacole și acoperite de tirul de artilerie și de focul mitralierelor. Aceste centre de rezistență aveau în punctele esențiale cupole de oțel, labirinturi de șanțuri de comunicații și de tragere, platforme pentru artilerie, cuiburi de mitraliere, adăposturi pentru personal și muniție. Legătura între aceste centre de rezistență se făcea printr-un dispozitiv de tranșee bine pus la punct care permitea ducerea luptei și în situație de încercuire.

- sectoare discontinui de tranșee sumar amenajate situate la o distanță de 1500 - 2000 m de prima linie. Așa cum reiese și din descrierea de mai sus dezvoltarea liniilor defensive în adâncime era deficitara și mai mult decât atât, prima linie de apărare se desfășura pe teren descoperit și nu avea avanposturi puternice - fapt care a favorizat identificarea cu ușurință a acestor poziții atât de patrule terestre ale armatei române cât și cu sprijinul aviației. Un alt dezavantaj  al acestor linii de apărare exploatat cu succes de armata româna era dat de constituția terenului din fața liniilor defensive și anume un teren accidentat care permitea mascarea unor grupuri numeroase de ostași români și executarea cu succes a unor atacuri la baionetă sau a unor asalturi decisive.

Premergător asaltului trupelor terestre, artileria româna a avut un rol decisiv în succesul operațiunii. Astfel artileria divizionară a avut rolul de a ataca, distruge și dezorganiza lucrările genistice din prima linie de apărare și să execute breșe în rețelele de sârmă ghimpată, iar artileria corpurilor de armată a avut misiunea de a executa lovituri de contrabaterie (distrugerea pieselor de artilerie inamice). Pregătirea de artilerie a durat din 22 iulie ora 12.00 până a doua zi la orele 20.00. Eficiența acestei pregătiri a fost bine apreciată de ofițerii români, fiind continuu verificată de trupele din prima linie, astfel încât Comandamentul armatei a 2-a  decis prin ordinul nr. 1908 declanșarea asaltului terestru în ziua de 24 iulie ora 04.00.

## Desfășurarea bătăliei

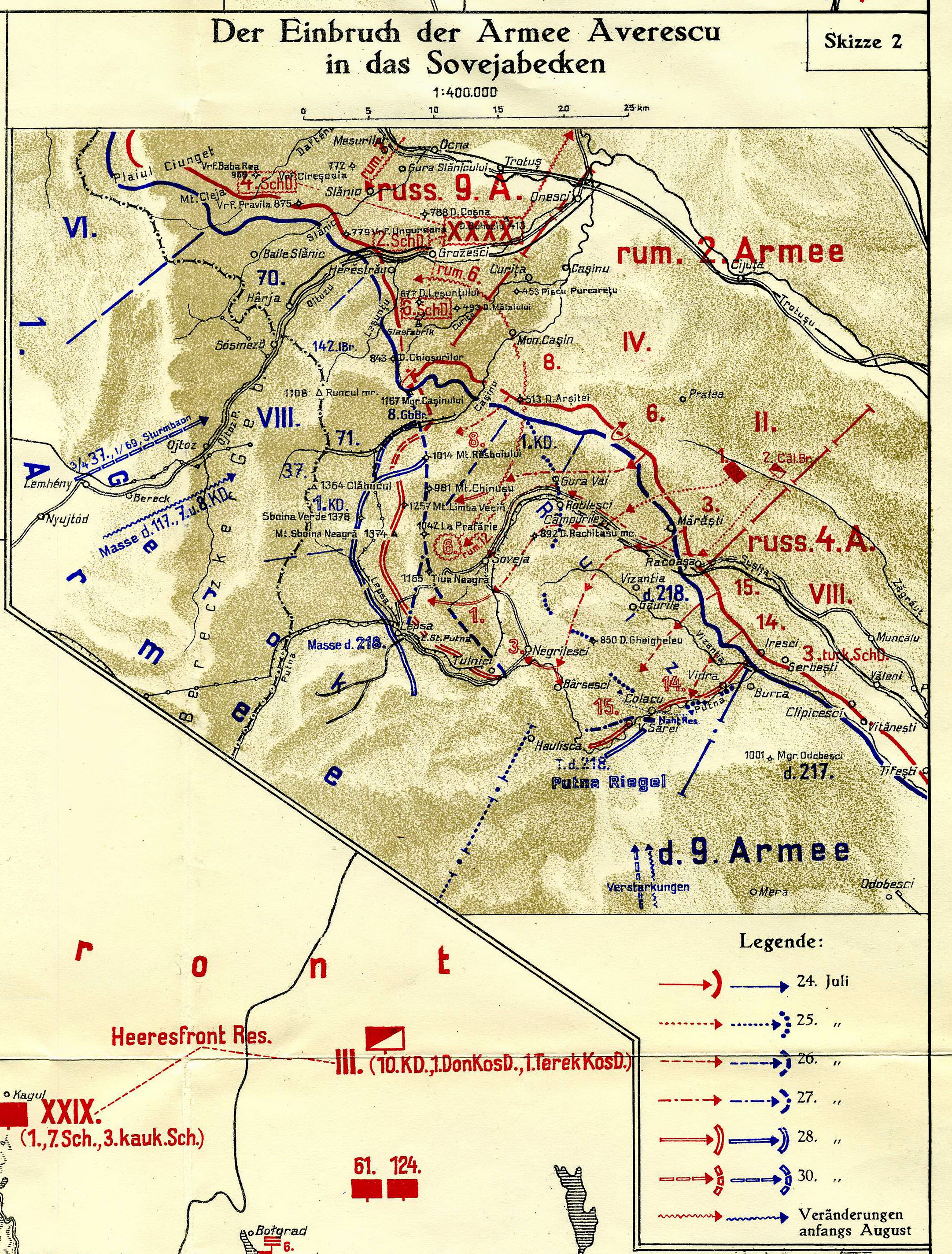
Desfășurarea acțiunilor militare

Ofensiva de la Mărăști a început în dimineața zilei de 11/24 iulie 1917 la ora 03:50. Ostașii români, cu baioneta la armă, au luat cu asalt pozițiile inamice, au trecut prin breșele create de artilerie și s-au angajat în lupte corp la corp. În scurt timp, divizia a 3-a infanterie, prima care a pornit la atac, a rupt apărarea inamică  (elemente ale diviziei 218 infanterie germană) între cota 536 și localitatea Mărăști. O sarcină deosebit de dificilă i-a revenit regimentului 22 infanterie care a avut sarcina să nimicească apărarea inamica din localitatea Mărăști. După lupte grele, locotenent-colonelul A. Gheorhoiu, comandantul regimentului a reușit cu oamenii săi să ajungă pe înălțimea ce domina localitatea Mărăști. Acest lucru a fost posibil deoarece 2 companii s-au desprins din corpul regimentului cu sarcina de a fixa inamicul în localitate  creând astfel premizele ca forțele germane să fie încercuite. Sesizând situația, inamicul a părăsit în grabă pozițiile deținute în sat. Succesul acțiunii regimentului 22 infanterie a favorizat ocuparea dealului Mănăstioara de către regimentul 30 infanterie, în al cărui sector datorită luptelor grele se progresa mai lent. Ajungând pe acest aliniament, divizia 3 infanterie și-a îndeplinit obiectivul fixat pentru prima zi a ofensivei. Concomitent cu acțiunile diviziei 3 infanterie, brigada 12 din divizia 6 infanterie a cucerit o parte din pozițiile inamice de pe dealul Puturoasa. Pentru a umple golul dintre divizia 3 și brigada 12, Înaltul Comandament a introdus în luptă regimentul 17 infanterie din divizia 1 din rezerva Armatei a 2-a. Corpul 8 armată rus a atins în mare măsură obiectivele zilei, reușind să cucerească vârful Momâia (625 m). 
Rezultatele primei zile de ofensivă au fost următoarele: o pătrundere de  aproximativ 3 km în dispozitivul inamic și o spărtură a frontului pe o lungime de 10 km, 2000 de prizonieri, importante capturi de armament și muniție. Despre prima zi de ofensivă arhiducele Iosif nota următoarele: „La 11 iulie, după cea mai vie pregătire de artilerie (...), inamicul cu o superioritate de forțe de infanterie pleacă la atac pe întregul front al diviziei 218. (...) În luptă disperată, linia noastă subțiată este respinsă. Pe un teren foarte greu și sub presiunea celui mai tare foc de artilerie inamic, contraatacurile noastre au avut prea puține rezultate. (...) Artileria noastră a fost decimată, iar infanteria a suferit foarte mari pierderi.” 
Ofensiva viguroasă a armatelor române și ruse i-a alarmat pe generalii germani, aceștia cerând întăriri pentru a fortifica liniile de apărare pe care le crezuseră până atunci de necucerit. 
Urmărind exploatarea succesului obținut, armata română a ordonat regruparea trupelor în noaptea 11/24 iulie. În dimineața zilei de 12/25 iulie, diviziile 3 și 1 infanterie au atins aliniamentul Dealul Mare – Vizantea – Livezi iar divizia 8  și brigada 11 infanterie, componente ale Corpului 4 armată au cucerit și ocupat dealul Mărioarei. Concomitent, profitând de replierea parțială a diviziilor 217 și 218 germane, Corpul 8 armată rus a atins aliniamentul Livezi-Vidra, consolidând astfel flancul stâng al armatei a 2-a române. Înaintarea medie în această zi a fost de 2 km. 
Concomitent cu desfășurarea ofensivei de la Mărăști, ofensiva rusă  pe frontul din Galiția s-a terminat dezastruos iar trupele Puterilor Centrale au trecut la ofensivă pe toată lungimea frontului și au ocupat orașul Tarnopol. În încercarea de a stabiliza frontul, Comandamentul Suprem rus, a decis unilateral retragerea Corpului 40 armată rus de pe frontul românesc și transferarea acestuia pe frontul din Bucovina. Astfel la cererea generalului rus D.G. Șcerbacev, Armata a 2-a română și-a extins frontul și pe aliniamentul ocupat de corpul 40 armată rus. În această situație, Marele Cartier General român a decis oprirea ofensivei la Mărăști și anularea ofensivei prognozate a se desfășura pe frontul de la Nămoloasa. 
La solicitarea gen. Alexandru Averescu, Marele Cartier General român a dispus totuși continuarea ofensivei Armatei a 2-a române astfel încât forțele germane să evacueze valea Putnei și să se concentreze în raionul Soveja-Rucăreni. Astfel ordinul de operații pentru ziua 26 iulie preciza următoarele: 
„Divizia 6 a cucerit primul obiectiv și înaintează spre apus. Diviziile 3 și 1 au sarcina de a duce infanteria le linia: Poiana Calului – piscul Bobului – dealul Mesteacănului – Câmpurile – dealul Negru – dealul Babei. În caz că nu se întâmpină rezistență se va înainta până pe colinele ce limitează apa Putnei spre nord (malul stâng)(...). Patrulele de cavalerie vor fi împinse pe linia valea Putnei  - Valea Sării – Răchitașul – Soveja – Roșculești – Gura Văii.”
Ziua a 3-a a ofensivei a debutat cu lupte deosebit de violente astfel regimentele 17 si 18 infanterie și regimentul 1 vânători  au atacat pe direcția Vizantea – Dealul Lozea, regimentele 17 si 18 infanterie au ajuns până la periferia Sovejei  iar brigada 12 infanterie a reușit ca până seara sa elibereze valea Șușiței și Răchitașul Mic. Până seara și Soveja a fost eliberată și a fost ocupată și culmea Răchitașul Mare (954 m). Divizia 8 infanterie din componența Corpului 4 armată a atins aliniamentul Culmea Țepei - vf. Tiharale iar brigada 11 infanterie a înaintat pe flancul stâng al diviziei 8 până la valea Șușiței. 
Rezultatele zilei s-au concretizat într-o pătrundere de 7 km în dispozitivul inamic, eliberarea localității Soveja și ocuparea unor poziții avantajoase (culmea Răchitașul Mare, Culmea Țepei) în vederea dezvoltării ulterioare a ofensivei. La această dată divizia 218 germană pierduse 2/3 din efectiv și 40 de tunuri iar divizia 1-a cavalerie austro-ungară se găsea într-o situație critică așa cum constata si arhiducele Iosif: 
„Soveja este în mâinile inamicului, singurul drum de retragere al Div[iziei] 1 cav[alerie] este tăiat; Regimentul 7 hus[ari] va putea evita capturarea dacă se retrage prin păduri seculare și munți stâncosi. (...) Situația este periclitată și cu puține șanse de salvare.”
Deși situația frontului impunea sistarea ofensivei, Marele Cartier General a decis ca frontul să fie împins pe aliniamentul prevăzut în planul inițial: Măgura Cașin – Sboina Neagră – valea Putnei – valea Sării – aliniament mai favorabil trupelor române. Mai mult decât atât, era necesară urmărirea resturilor diviziei 218 infanterie germană pentru a nu i-se da posibilitatea să fixeze un nou aliniament. Această urmărire a fost executată în data de 27 iulie de către divizia 1 infanterie.  Tot în această zi regimentul 1 vânători a respins un contraatac inamic la nord de râul Putna iar regimentul 18 infanterie a nimicit un detașament de legătură dușman amenințând astfel flancurile diviziei 1 cavalerie austro-ungare și diviziei 218 infanterie germana obligându-le să re retragă către localitatea Lepșa. Divizia 3 infanterie – cea care a dus greul luptelor de eliberare a localității Mărăști în prima zi și care în a doua zi a avut nenumărate angajamente de luptă corp la corp – în colaborare cu regimentele 22 infanterie și 2 vânători au hărțuit și atacat încontinuu inamicul atingând în cursul serii localitatea Valea Sării. Datorită modului energic de acțiune a diviziei 3 infanterie inamicul nu a mai avut posibilitatea să fixeze nici o localitate cu scopul de a o transforma în punct de apărare. Concomitent cu acțiunile armatei române, diviziile 14 și 15 ruse din flancul stâng al corpului 2 armată român au atins aliniamentul stabilit: pantele de sud ale râului Putna. 
Pe 28 iulie regimentul 7 vânători, după ce a respins un contraatac inamic a ocupat creasta dealului Sboina Neagră, iar divizia 7 infanterie, după lupte grele a ocupat muntele Tiua Neagră. Divizia 8 infanterie a luat cu asalt Cornul Măgurii și Măgura Cașin (1167 m), însă în ciuda luptelor grele și a eroicului asalt al ostașilor români, forțele inamice de pe Măgura Cașin au rezistat. În data de 30 iulie o grupare română a pus stăpânire pe vârful Războiului situat la sud de Magura Cașinului despărțit de aceasta de valea râului Cașin. Tot în această zi, la ora 13.30 gen. Alexandru Averescu hotăra prin ordinul 2050 încetarea operațiunilor ofensive deoarece s-a considerat ca obiectivul a fost îndeplinit și anume: stabilirea liniei frontului pe aliniamentul Măgura Cașinului – muntele Seciului – Sboina Neagră – Tiua Neagră – Tiua Golașă – Tulnici – Bârsești  - Valea Sării. Astfel, bătălia de la Mărăști se încheiase. O ultimă acțiune de amploare a diviziei 8 infanterie a mai avut loc în data de 19 iulie/01 august cu scopul de a cuceri Măgura Cașinului, însă datorită puternicelor fortificații și a sprijinului slab venit din partea forțelor ruse, rezultatul a fost negativ. Luptele au mai continuat dar numai pentru fixarea unor amplasamente, mascare, îmbunătățirea unor poziții, întărirea unor puncte de observație și direcționarea focului etc.

## După Bătălie
Bătălia de la Mărăști a reprezentat un important punct de cotitură în desfășurarea operațiunilor militare pe frontul românesc dar a și contribuit și la ridicarea moralului ostașilor români.  Reorganizate și temeinic instruite dar având și experiența campaniei din 1916, trupele române s-au dovedit a fi un adversar capabil de a pune probleme și chiar de a învinge redutabilele armate germane și austro-ungare. Rezultatul acestei bătălii s-a datorat atât abilităților tactice ale ofițerilor români, eficacității artileriei române și excelentei colaborări a acesteia cu trupele terestre, determinării și tenacității în luptă a ostașilor români, dar si prețiosului ajutor dat de localnici prin furnizarea de informații despre inamic și prin călăuzirea trupelor române pe poteci de munte spre flancurile si chiar in spatele trupelor inamice. Rezultatele ofensivei pot fi sintetizate astfel:
- Linia frontului a fost ruptă pe o lungime de 30 km și s-a pătruns pe o adâncime de 20 km;
- Forțele româno-ruse au făcut 2700 de prizonieri, au capturat 70 de tunuri și importante cantități de material de război, inclusiv o cantitate însemnată de muniții;
- S-au acordat 32 de Ordine Mihai Viteazul clasa a III-a unor ofițeri români. Steagurile a 4 regimente (4, 18, 30 Infanterie si 2 Vânători) au fost decorate cu aceeași distincție, iar gen. Alexandru Averescu a fost decorat cu Ordinul Mihai Viteazul clasa a II-a.[8]

Principalele cauze ale înfrângerii de la Mărăști identificate de arhiducele Iosif și prezentate in raportul său au fost: 
- „O admirabilă cooperare între artilerie, infanterie și aviație la străpungerea și pregătirea ei. Aviația a condus nesupărată tragerile artileriei.” „Pe punctele de trecere au acționat excelent aruncătoarele de mine.”
- „Epuizarea trupelor (...) în retragere pe teren accidentat”
- Armata româna „își schimba necontenit trupele din linia întâi, care erau duse de locuitorii din partea locului.”

In timpul bătăliei de la Mărăști s-a realizat cel mai înalt ritm mediu zilnic de ofensivă din anul 1917 înregistrat pe teatrul de operațiuni european de partea aliată. Acest fapt este ilustrat cu ajutorul tabelului de mai jos. 
| Acțiuni ofensive                   | Perioada (stil nou) | Durata (zile) | Front (km) | Adâncimea pătrunderii (km) | Ritm mediu (km/zi) |
| ---------------------------------- | ------------------- | ------------- | ---------- | -------------------------- | ------------------ |
| Ofensiva britanică Artois          | 9 aprilie - 5 mai   | 27            | 24         | 5                          | 0,2                |
| Ofensiva franceză pe Aisne         | 16 aprilie - 5 mai  | 19            | 0          | 5                          | 0,3                |
| Ofensiva franceză pe Moronvilliers | 17 aprilie - 20 mai | 34            | 12         | 3                          | 0,1                |
| Ofensiva aliată din Flandra        | 7-8 iunie           | 2             | 16         | 4                          | 2,0                |
| Ofensiva română de la Mărăști      | 24 iulie - 1 august | 9             | 35         | 28                         | 3,0                |

În rândul opiniei publice victoria româneasca a avut un puternic ecou acesta fiind foarte bine ilustrat în presa vremii. Astfel la câteva zile după încheierea bătăliei The Times scria: „Singurul punct strălucitor in Răsărit se găsește in România, unde armata reconstituită atacă viguros frontierele Carpațior, obținând succese apreciabile.” În același ton și ministrul de război al Franței, aprecia succesul românesc: „Armata franceză a aflat cu bucurie despre frumoasele succese ale armatei române (...) Rog trimiteți felicitările cele mai călduroase și urările cele mai vii ale soldaților francezi către frații lor de arme.”
Succesul acestei ofensive a determinat mutarea unui număr semnificativ de forțe ale Armatei a 9-a germane aflate în subordinea Mareșalului von Mackensen dinspre Nămoloasa spre Focșani, iar în acest fel Armata a 9-a germană și-a schimbat direcția ofensivă, diminuând în acest fel presiunea pe frontul de la Nămoloasa. De asemenea, în dispozitivul inamic s-a creat o breșă care putea fi dezvoltată existând astfel premizele generalizării operațiunilor ofensive pe frontul românesc ale armatelor aliate.

## Mausoleul de la Mărăști

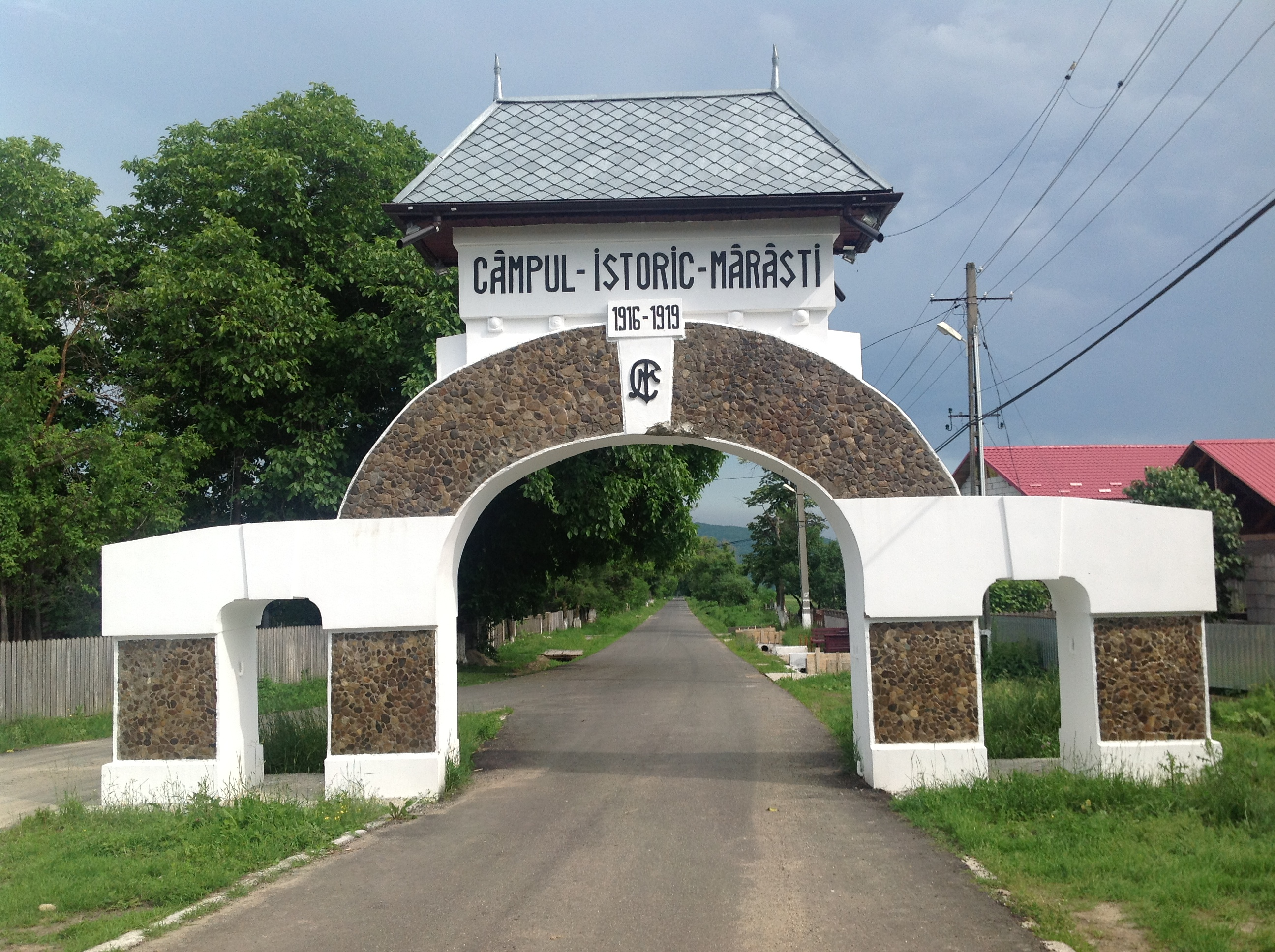
Mausoleul

Pentru cinstirea memoriei eroilor de la Mărăști și în amintirea luptelor care s-au dus aici, în anul 1928 s-a început construcția Mausoleului de la Mărăști. Mausoleul a fost înălțat la cota 536 la inițiativa unui grup de ofițeri și generali constituiți în Societatea Mărășești în comuna Răcoasa - sat Mărăști. La intrarea în localitate este amplasat un portal cu inscripția Câmpul istoric de la Mărășești. Proiectul mausoleului aparține arh. Pandele Șerbănescu iar basoreliefurile au fost executate de A. Bordenache. Întins pe e suprafață de 1000 mp, mausoleul se sprijină pe doi piloni mari de beton de secțiune dreptunghiulară pe care au fost amplasate 2 urne în care ardea o flacără veșnică. Pilonii sunt împodobiți cu ample basoreliefuri de bronz care înfățișează trecerea unui țăran român peste linia frontului cu informații despre inamic și primirea unui general român făcută de locuitorii din Marăști. Între cei doi piloni, pe un perete de beton, sunt fixate 13 plăci de marmură albă pe care sunt inscripționate numele a 900 de ostași căzuți la datorie. La subsol se află osuarul  ostașilor precum și criptele ofițerilor căzuți în bătălie. Aici au fost așezate, ulterior, sarcofagul mareșalului Alexandru Averescu si criptele generalilor Arthur Văitoianu, Alexandru Mărgineanu și Nicolae Arghirescu.
La mausoleu se ajunge pe DJ Focșani - Soveja iar programul de funcționare al acestuia este zilnic 9.00-17.00, luni închis.